# Trentepohlia trentepohlii
Trentepohlia trentepohlii är en tvåvingeart som först beskrevs av Christian Rudolph Wilhelm Wiedemann 1828.  Trentepohlia trentepohlii ingår i släktet Trentepohlia och familjen småharkrankar. Inga underarter finns listade i Catalogue of Life.